# Kraftwerk Trypillja
Das Kraftwerk Trypillja (ukrainisch Трипільська ТЕС; englisch (und auch teilweise im deutschen Sprachraum verwendete Schreibweise) Trypilska TPP) war ein Kohlekraftwerk in Trypillja, Oblast Kiew, Ukraine. Es ist im Besitz von Centrenergo und wurde auch von Centrenergo betrieben. Russische Streitkräfte feuerten im 26. Monat ihres Angriffskrieges gegen die Ukraine in der Nacht vom 10. auf den 11. April 2024 zahlreiche Drohnen und Raketen auf das Kraftwerk, darunter sechs Kinschal-Hyperschallraketen.

## Kraftwerksblöcke
Das Kraftwerk bestand aus insgesamt 6 Blöcken, die von 1969 bis 1972 in Betrieb gingen:
| Block | Max. Leistung (MW) | Betriebsbeginn | Turbine | Generator | Dampfkessel | Status   |
| ----- | ------------------ | -------------- | ------- | --------- | ----------- | -------- |
| 1     | 300                | 1969           |         |           | Taganrog    | zerstört |
| 2     | 300                | 1970           |         |           | Taganrog    | zerstört |
| 3     | 300                | 1970           |         |           | Taganrog    | zerstört |
| 4     | 300                | 1970           |         |           | Taganrog    | zerstört |
| 5     | 300                | 1971           |         |           | Taganrog    | zerstört |
| 6     | 300                | 1972           |         |           | Taganrog    | zerstört |

Seit Inbetriebnahme hat das Kraftwerk 343,3 Mrd. kWh erzeugt.

## Kamine
Das Kraftwerk hat zwei Kamine, die beide 180 Meter hoch sind. Beide Kamine dienen auch als Freileitungsmast für die Stromleitungen von den Maschinentransformatoren zum Umspannwerk des Kraftwerks.